# Esquerra Republicana de Catalunya
Esquerra Republicana de Catalunya (ERC; 'Kataloniens republikanska vänster') är ett demokratiskt socialistiskt politiskt parti i Katalonien, Spanien. Det strävar efter en självständig stat och är medlem i Europeiska fria alliansen (EFA). Partiet bildades den 19 mars 1931. Dess partiledare är Oriol Junqueras.

## Historik
Partiet har under större delen av sin historia varit en av fler konkurrerande vänsterpartier i Katalonien. Man har varit i lokal regionregeringsställning vid flera tillfällen. Det har skett:
- 1931–32, 1932–33 och 1934–39 (under den självutropade Republiken Katalonien)
- 1977–80 (under Spaniens återgång till demokrati
- 2003–06, 2006–10 (i koalition med PSOE:s katalanska systerparti PSC)
- 2016–17 (som del av valplattformen Junts pel Sí)

Partiet har sedan 2011 haft Oriol Junqueras som partiledare. Han har sedan 2016 haft de båda rollerna som finansregionråd och vice regionpresident. Efter att Junqueras i början av november 2017 satts i spanskt fängsligt förvar, som delansvarig för det olagliga utropandet av Republiken Katalonien, kom partisekreteraren Marta Rovira att leda det dagliga partiarbetet. När även hon hotades av fängslande i mars 2018, gick hon i schweizisk exil. Därefter har Pere Aragonès, vicepresident i Kataloniens regionregering och sedan 2021 regionens president, i praktiken fungerat som partiledare.
2011 var ERC med om att bilda valalliansen ERC–CatSí som i 2017 års katalanska parlamentsval erövrade 32 parlamentsplatser (av totalt 135).